# Seututie 751
Pour les articles homonymes, voir Route 751.
La route régionale 751 (finnois : Seututie 751) est une route régionale allant d'Evijärvi jusqu'à Kangasvieri à Lestijärvi en Finlande,,.

## Présentation
La seututie 751 est une route régionale d'Ostrobotnie du Sud et d'Ostrobotnie centrale.

## Parcours
- Evijärvi
  - Lassila
  - Särkikylä
- Kruunupyy
- Veteli
  - Isokylä
  - Räyrinki
  - Sillanpää
  - Polso
- Halsua
  - Kirkonkylä
  - Marjusaari
  - Kanala
- Lestijärvi
  - Kangasvieri

## Distances
| Lassila     | 5  | Lassila |          |           |        |             |
| Räyrinki    | 21 | 16      | Räyrinki |           |        |             |
| Sillanpää   | 28 | 23      | 7        | Sillanpää |        |             |
| Halsua      | 43 | 38      | 22       | 15        | Halsua |             |
| Kangasvieri | 71 | 66      | 50       | 43        | 28     | Kangasvieri |
| Lestijärvi  | 73 | 68      | 52       | 45        | 30     | 2           |